# Reunion (Angel)
Reunion conocido en América Latina como La Reunión y en España como Reunión (sin el artículo femenino la). Es el décimo episodio de la segunda temporada de la serie de televisión estadounidense Ángel. Escrito por Tim Minear en conjunto con Shawn Ryan y dirigido por James A. Contner. El episodio se estrenó originalmente el 19 de diciembre del año 2000 por la WB Network. En este episodio Ángel trata desesperadamente de detener a Drusilla y a una neófita Darla de causar el caos en L.A.   

## Argumento
Ángel les dice a sus socios que Drusilla ha regresado, y está trabajando con Wolfram & Hart, que por lo tanto ha convertido a Darla en un vampiro otra vez. Wesley y Cordelia investigan los planes que la firma tiene para Drusilla y Darla mientras Ángel se prepara para matarlas. Ángel rastrea a Lindsay, quien ha estado ayudando a Drusilla y a Darla. El vampiro trata de estacar a Darla, pero Drusilla lo ataca. Darla revive inevitablemente mientras Ángel y Drusilla luchan; ella escapa y Drusilla desaparece. 
En Wolfram & Hart, Holland y Lindsey están discutiendo de los planes de la fiesta de la tarde cuando Drusilla llega para comentarle de los recientes eventos. Darla aparece y se lleva a Drusilla. Ángel trata de convencer a sus socios de ir de caza. Pero en el progreso Cordelia tiene una visión que los manda a otra parte. Una enfurecida Darla ataca ferozmente a Drusilla hasta que su "nieta" le revela sus motivaciones para resucitarla; Darla, entonces se alimenta de una víctima fresca, y se restaura su vieja personalidad. Darla y Drusilla entonces van de compras. 
Ángel de mala gana resuelve rápidamente el problema de la visión de Cordelia, y regresa a Wolfram & Hart. Holland le revela que Darla y Drusilla están sueltas en Los Ángeles; en un centro comercial las vampiresas matan a unas compradoras y reciben una llamada de Holland quien les da permiso para desatar una masacre. Por entrar forzadamente a las oficinas; Ángel es arrestado por Kate. No obstante lo libera con la esperanza de que pueda detener a Darla y a Drusilla. 
Holland alfitriona una fiesta de abogados en un su casa en una sala. Mientras da su discurso, Darla y Drusilla aparecen, intentando masacrarlos. Holland trata de convencerlas de que el y los de la firma son sus aliados. En la escena del crimen, Ángel encuentra a una sobreviviente y descubre a donde van Darla y Drusilla. Cuando llega a la casa de Holland encuentra a las vampiresas a punto de matar a todos los presentes incluyendo a Lilah y a Lindsey. No obstante el vampiro con alma rehúsa detener a Darla y a Drusilla, y encierra a todos los presentes en la sala.  
Cuando Ángel les dice a sus socios lo que hizo, se preocupan por él, temiendo que su jefe este descendiendo a la corrupción de la "oscuridad." El vampiro los despide a todos.

## Elenco
- David Boreanaz como Ángel.
- Charisma Carpenter como Cordelia Chase.
- Alexis Denisof como Wesley Wyndam Pryce.
- J. Agust Richards como Charles Gunn.

## Continuidad
- Ángel vuelve a dejar que vidas humanas sean arrebatadas sin hacer nada al respecto, siendo en este caso en particular, la de los abogados de W&H, incluyendo a Holland Manners. La primera vez fue en un recuerdo de los 50 en el episodio Are You Now or Have You Ever Been.
- Cordelia, Wesley y Gunn son despedidos por Ángel, quien se sume en la oscuridad totalmente.